# Торичела Пелиня
Торичѐла Пелѝня (на италиански: Torricella Peligna) е село и община в Южна Италия, провинция Киети, регион Абруцо. Разположено е на 910 m надморска височина. Населението на общината е 1426 души (към 2010 г.).